# 科尼什 (緬因州)
科尼什（英語：Cornish）是一個位於美國緬因州約克縣的鎮。

## 人口
根據2020年美國人口普查的數據，科尼什的面積為57.96平方千米，當中陸地面積為57.45平方千米，而水域面積為0.51平方千米。當地共有人口1508人，而人口密度為每平方千米26人。